# Антонович, Славомир Валерьянович
Славоми́р Валерья́нович Антоно́вич (бел. Славамі́р Валяр'я́навіч Антано́віч; 9 января 1955, Пилевси, Щучинский район, Гродненская область, БССР — 15 ноября 2020) —  советский и белорусский писатель, юрист, публицист Архивная копия от 26 апреля 2014 на Wayback Machine.
Лауреат премии Белорусского Союза Журналистов «Золотое Перо», заслуженный журналист, награждён золотым купидоном за «Лучшее произведение 2011 года в области публицистики». Автор не менее 300 публикаций в различных средствах массовой информации, 15 книг, среди которых исторический роман «Петр Машеров» (1993, 1998, 2011, 2018), о выдающемся партийном и государственном деятеле. Этот роман принес автору большую известность и популярность не только в республике, но и в других странах, снимался в телепередаче «Следствие вели» с Леонидом Каневским «Убийство Петра Машерова». Широко известны и другие произведения автора, в частности, исторические романы «Призраки Можейковской крепости» Архивная копия от 3 сентября 2020 на Wayback Machine (2005, 2011), «В августе девяносто первого» Архивная копия от 2 февраля 2017 на Wayback Machine (2008, 2015), «Черный омут Немана» (2012), «Диверсант Сталина» (2017), книги, написанные на основе самых громких криминальных дел, рассмотренных Верховным Судом Беларуси «Приговоренные к расстрелу» (2001), «Жизнь вне закона» (2006), документальные повести, очерки и рассказы «Судьба до востребования» (2011), «Ушедшие в бессмертие» (2010, 2015), «Узники Пищаллова замка» Архивная копия от 13 января 2021 на Wayback Machine (2013), в том числе написанные по уникальным архивным документам КГБ Беларуси, на которых до сих пор стоит гриф «совершенно секретно» Архивная копия от 30 сентября 2020 на Wayback Machine.

## Биография
Славомир Антонович родился 9 января 1955 года на Щучинщине (д. Пилевси, Гродненской области). По национальности белорус. В 1972 году окончил с золотой медалью Каменскую СШ Архивная копия от 18 мая 2021 на Wayback Machine, , затем поступил на факультет автоматики и вычислительной техники Минского радиотехнического института (ныне БГУИР) по специальности «автоматика и телемеханика», который закончил в 1977 году, а в 1996 заочно юридический факультет Белорусского государственного университета по специальности «правоведение».
В средней школе Славомир Антонович активно сотрудничает со СМИ Архивная копия от 21 ноября 2017 на Wayback Machine. Его стихи и прозаические материалы печатаются в районных, областных, республиканских газетах и журналах. Трудовую деятельность после окончания радиотехнического института начал в комсомольских органах: инструктор Советского райкома комсомола г. Минска, секретарь комитета комсомола Мингорремстройтреста № 2. Затем - начальник участка производственного объединения «Западспецавтоматика», главный энергетик Щучинского маслосырзавода, инструктор Щучинского райкома партии КПБ.
С 1986 года специальный корреспондент в газете «Мінская праўда», а затем – в центральной республиканской газете «Звязда». Печатался в союзных газетах, органах ЦК КПСС («Правда», «Советская Россия», «Сельская жизнь») и в других средствах массовой информации.
В 1988 году Славомир Антонович вступил в Союз журналистов СССР. На его публикации обратили внимание в руководящих органах республики, и в конце 1990 года Славомир Антонович был назначен на должность помощника Первого секретаря ЦК Компартии Белоруссии, на которой проработал вплоть до ухода КПСС с политической арены и прекращения существования.
04 марта 1992 года принят на должность советника Председателя Верховного Суда Республики Беларусь. Отмечен благодарностью «за активную работу по подготовке мероприятий к семидесятилетию образования» высшего органа судебной власти (1993г). Лауреат премии Белорусского Союза Журналистов «Золотое Перо» (1997г.).
С 1998 по 2001 на службе в таможенных органах Республики Беларусь, начальник договорно-правового управления Государственного Таможенного Комитета. Досрочно присвоено специальное звание «Советник таможенной службы 2 ранга» (аналог воинского звания подполковник). С 2002 по 2004 Славомир Антонович - главный советник секретариата Премьер-Министра (при Геннадии Новицком и Сергее Сидорском), присвоен 3-й класс государственного служащего.
С 2005 года - начальник пресс-центра Архивная копия от 4 октября 2020 на Wayback Machine Генеральной прокуратуры Республики Беларусь.
В январе 2008 года Славомир Антонович принят юрисконсультом газеты «Транспортный вестник» - печатного органа Министерства транспорта и коммуникаций Республики Беларусь.
В 2010 году Славомиру Антоновичу присуждено почётное звание заслуженного журналиста. Награждён дипломом I степени победителю Республиканского литературного конкурса «Лучшее произведение 2011 года в области публицистики». В 2012 году Славомир Антонович избран Председателем Совета, директором республиканского литературного фонда Союза писателей Беларуси, членом правления и президиума названной общественной организации. Награждён благодарностью Белорусского Фонда мира «за содействие в реализации социально значимых программ» (2015г.), почетной грамотой Белорусского Фонда мира «за активное участие в деятельности фонда, укрепление дружбы и согласия между людьми и народами, реализацию миротворческих программ и благотворительных акций» (2017г.). Записан в Книгу славы Щучинского района «за активное участие в общественной и культурной жизни района, популяризацию истории Щучинщины через литературное творчество» (2017г.).
Принимал активное участие в международных проектах по популяризации боевых и трудовых подвигов заслуженных людей Беларуси и стран СНГ. Активно занимался общественной деятельностью и просвещением.
15 ноября 2020 года Славомир Антонович был найден мертвым с признаками насильственной смерти (тяжкие телесные повреждения в виде закрытого оскольчатого перелома правого плеча, ссадины правого коленного сустава, многочисленных синяков, кровоподтеков, при этом концентрация этанола в крови менее 0,2% промилле) в родительском доме, где родился (д. Пилевси, Щучинского района), также с места преступления пропали личные вещи писателя. В настоящий момент постановление об отказе в возбуждении уголовного дела отменено для проведения дополнительных проверочных действий.

## Семья
- Сыновья — Максим (1983) и Андрей (2000).

## Высказывания
- «Свои книги я посвящаю родной Щучинщине, моей колыбели, где вырос, откуда пошёл в большую житейскую дорогу. Считаю, что свои лучшие золотые годы жизни надо всегда полноценно и плодотворно отдавать людям — писателю от народа иначе жить нельзя!.. Каждое наблюдение за жизненными ситуациями, каждая встреча с человеком, даже случайная, может вместиться в сюжет будущей книги. Когда берусь за новое произведение, то заранее не знаю, какие судьбы сложатся у героев моих произведений, чем закончится авторское повествование. Я сам уже заранее сердцем и душой переживаю за их будущее… Искренне скажу: очень непростой и тернистый наш писательский хлеб!..» (Щучинская районная газета «Дзянніца», 11 ноября 2008 года).
- «Благодарен судьбе, что она подарила мне возможность трудиться рядом с высшими должностными лицами нашего государства, общаться с ними и решать повседневные жизненно важные вопросы. А ещё — знакомствам с интересными, духовно богатыми творческими личностями, встречам с простыми уникальными людьми, которые щедро делились своими воспоминаниями о прошлом, мудрыми мыслями о настоящем и будущем республики, теплом своей души, оставили в моей душе неизгладимый след» («Літаратура і мастацтва», 5 декабря 2008 года).
- «Мои книги для меня, как родные дети, — все одинаково любимые. В них — пульс жизни наших предков, моего романтичного и загадочного поколения…» (газета «Звязда», 29 сентября 2012 года).
- Гордился своим народом, дорожил землёй, на которой родился. Где бы ни работал он, какой бы пост ни занимал, всюду оставил заметный след, всюду проявились его замечательные качества: верность Родине, самоотверженность в труде, забота о людях, новаторство, стремление понять человека, помочь ему, скромность в повседневной жизни, человечность» (цитата про Машерова).

## Награды
- Почётная грамота ЦК ВЛКСМ за заслуги перед комсомолом и в связи с 60-летием Всесоюзного Ленинского Коммунистического Союза молодежи (1978).
- Юбилейная медаль «Маршал Советского Союза Жуков» — в соответствии с Указом постоянного президиума Съезда народных депутатов СССР от 20 февраля 1997 г.
- Юбилейная медаль «К 80-летию ВЛКСМ» — в соответствии с постановлением президиума Съезда народных депутатов СССР от 14 октября 1998 г.
- Юбилейная медаль «Ветерану-интернационалисту» — в соответствии с постановлением президиума Съезда народных депутатов СССР от 16 октября 1998 г.
- Юбилейная медаль «120 лет И. В. Сталину» — в соответствии с Указом постоянного президиума Съезда народных депутатов СССР от 15 августа 1999 г.
- Юбилейная медаль «Пятьдесят пять лет Победы Советского народа в Великой Отечественной войне 1941—1945 г.г.» — в соответствии с постановлением постоянного президиума Съезда народных депутатов СССР от 18 ноября 1999 г.
- Наградной знак «Честь и достоинство» — в соответствии с решением Совета исторического казачьего КЛУБА (2015).
- Нагрудный знак «За вялікі ўклад у літаратуру» (2015).
- Почётный житель Щучинского района, занесён в Книгу Славы района (2017).
- Почётная грамота Белорусского фонда мира за активное участие в деятельности фонда, укрепление дружбы и согласия между людьми и народами, реализацию миротворческих программ и благотворительных акций (12 декабря 2017 г.).